# 1655 Comas Solá
1655 Comas Solá è un asteroide della fascia principale del diametro medio di circa 30,57 km. Scoperto nel 1929, presenta un'orbita caratterizzata da un semiasse maggiore pari a 2,7812368 UA e da un'eccentricità di 0,2343877, inclinata di 9,59636° rispetto all'eclittica.
L'asteroide è dedicato al suo scopritore José Comas y Solá, astronomo e primo direttore dell'osservatorio Fabra.